# Ömer Toprak
Pour les articles homonymes, voir Toprak.
Ömer Toprak, né le 21 juillet 1989 à Ravensbourg en Allemagne, est un ancien  footballeur international turc qui jouait au poste de défenseur central.

## Biographie

### Carrière en club

#### SC Fribourg (2008-2011)
Né et élevé en Allemagne, fils d'immigrants turcs de la région du Sivas, et formé au SC Fribourg, il fait ses débuts professionnels en 2. Bundesliga en août 2008. Le club est promu la saison suivante mais il ne fait ses débuts en Bundesliga qu'en janvier 2010, en raison d'une grave blessure consécutive à un accident de karting en juin 2009 et qui l'a éloigné de nombreux mois des terrains.

#### Bayer Leverkusen (2011-2017)
En fin de contrat en juin 2011 avec son club formateur, il s'engage avec le Bayer Leverkusen le 2 mai 2011 pour un contrat de cinq ans.

#### Borussia Dortmund (2017-2019)
Le 5 février 2017,il s'est engagé avec le Borussia Dortmund jusqu'en 2021. Le mercato hivernal s'étant achevé, Toprak rejoindra son nouveau club à la fin de la saison. 

### Werder Breme (2019-2022)
Le 15 juillet 2020, il s'engage avec le Werder Breme jusqu'en 2023 après avoir été prêté 1 an par le Borussia Dortmund.

#### Antalyaspor (2022-)
Toprak a annoncé sa retraite à l'âge de 35 ans le 14 novembre 2024.

### Sélection
Sélectionné en équipe espoirs allemande et dans les différentes sélections de jeunes, il remporte le Championnat d'Europe de football des moins de 19 ans 2008. Néanmoins, en septembre 2011, il annonce au magazine Kicker qu'il jouera désormais pour l'équipe de Turquie . Le 15 novembre 2011, il honore sa première cape avec l'équipe nationale de Turquie lors d'un match amical contre la Croatie.

## Statistiques
| Saison                | Club                  | Championnat           | Championnat | Championnat | Coupe(s) nationale(s) | Coupe(s) nationale(s) | Supercoupe | Supercoupe | Compétition(s) continentale(s) | Compétition(s) continentale(s) | Compétition(s) continentale(s) | Total | Total |
| Saison                | Club                  | Division              | M.          | B.          | M.                    | B.                    | M.         | B.         | Comp.                          | M.                             | B.                             | M.    | B.    |
| 2008-2009             | SC Freibourg          | 2. Bundesliga         | 30          | 4           | 1                     | 0                     | -          | -          | -                              | -                              | -                              | 31    | 4     |
| 2009-2010             | SC Freibourg          | 1. Bundesliga         | 14          | 0           | -                     | -                     | -          | -          | -                              | -                              | -                              | 14    | 0     |
| 2010-2011             | SC Freibourg          | 1. Bundesliga         | 24          | 0           | 1                     | 0                     | -          | -          | -                              | -                              | -                              | 25    | 0     |
| Sous-total            | Sous-total            | Sous-total            | 68          | 4           | 2                     | 0                     | -          | -          | -                              | -                              | -                              | 70    | 4     |
| 2011-2012             | Bayer Leverkusen      | 1. Bundesliga         | 27          | 0           | 1                     | 0                     | -          | -          | C1                             | 6                              | 0                              | 34    | 0     |
| 2012-2013             | Bayer Leverkusen      | 1. Bundesliga         | 26          | 1           | 2                     | 0                     | -          | -          | C3                             | 4                              | 0                              | 32    | 1     |
| 2013-2014             | Bayer Leverkusen      | 1. Bundesliga         | 28          | 1           | 3                     | 0                     | -          | -          | C1                             | 8                              | 2                              | 39    | 3     |
| 2014-2015             | Bayer Leverkusen      | 1. Bundesliga         | 29          | 1           | 3                     | 0                     | -          | -          | C1                             | 9                              | 0                              | 41    | 1     |
| 2015-2016             | Bayer Leverkusen      | 1. Bundesliga         | 19          | 1           | 2                     | 0                     | -          | -          | C1+C3                          | 3+1                            | 0                              | 25    | 1     |
| 2016-2017             | Bayer Leverkusen      | 1. Bundesliga         | 25          | 0           | 1                     | 0                     | -          | -          | C1                             | 6                              | 0                              | 32    | 0     |
| Sous-total            | Sous-total            | Sous-total            | 154         | 5           | 12                    | 0                     | -          | -          | -                              | 37                             | 2                              | 203   | 7     |
| 2017-2018             | Borussia Dortmund     | 1. Bundesliga         | 26          | 0           | 1                     | 0                     | -          | -          | C1+C3                          | 6+3                            | 0                              | 36    | 0     |
| 2018-2019             | Borussia Dortmund     | 1. Bundesliga         | 9           | 0           | 2                     | 0                     | -          | -          | C1                             | 3                              | 0                              | 14    | 0     |
| 2019-2020             | Borussia Dortmund     | 1. Bundesliga         | -           | -           | -                     | -                     | 1          | 0          | C1                             | -                              | -                              | 1     | 0-    |
| Sous-total            | Sous-total            | Sous-total            | 35          | 0           | 3                     | 0                     | 1          | 0          | -                              | 12                             | 0                              | 51    | 0     |
| 2019-2020             | Werder Brême (prêt)   | 1. Bundesliga         | 10          | 0           | 2                     | 0                     | -          | -          | -                              | -                              | -                              | 12    | 0     |
| 2020-2021             | Werder Brême          | 1. Bundesliga         | 26          | 2           | 1                     | 0                     | -          | -          | -                              | -                              | -                              | 27    | 2     |
| 2021-2022             | Werder Brême          | 2.Bundesliga          | 21          | 1           | 1                     | 0                     | -          | -          | -                              | -                              | -                              | 22    | 1     |
| Sous-total            | Sous-total            | Sous-total            | 57          | 3           | 4                     | 0                     | -          | -          | -                              | -                              | -                              | 61    | 3     |
| Total sur la carrière | Total sur la carrière | Total sur la carrière | 314         | 11          | 21                    | 0                     | 1          | 0          | -                              | 49                             | 2                              | 385   | 13    |

## Palmarès

### En club
|  |  | SC Fribourg - 2. Bundesliga - Vainqueur : 2009 |  | Borussia Dortmund - Bundesliga - Vice-champion : 2019 - Supercoupe d'Allemagne - Vainqueur : 2019 - Finaliste : 2017 | Werder Brême - Championnat d'Allemagne D2 - Vice-champion : 2022 |

### En sélection
- Allemagne
  - Vainqueur du Championnat d'Europe des moins de 19 ans en 2008.